# David Chiossone
David Chiossone (Genova, 29 settembre 1820 – Genova, 25 agosto 1873) è stato un letterato, drammaturgo e medico italiano, Assessore all'Igiene del Comune di Genova. Divenne noto per aver promosso la fondazione, nel 1868, dell'Istituto David Chiossone per ciechi e ipovedenti di Genova.

## Biografia
Figlio di Giambattista Chiossone e Antonia Calcagno e ultimo di sette fratelli e sorelle, David Chiossone trascorre i primi anni della sua vita tra Genova e Arenzano, dove la famiglia possiede terre, cascine e una fabbrica di carta, la ditta Fratelli Chiossone.
L’infanzia e l’adolescenza trascorrono in compagnia, tra gli altri, del cugino Edoardo Chiossone, che diventerà incisore e fine artista a livello europeo e mondiale, operando per più di quindici anni come direttore dell’Officina Carte e Valori del Ministero delle Finanze giapponese. 
Nel 1838 David si iscrive alla Facoltà di Medicina, dopo aver frequentato il biennio propedeutico di Filosofia, e si laurea nel 1844, completando poi nei due anni successivi la formazione medica come assistente presso l’Ospedale di Pammatone.

## Chiossone letterato e patriota

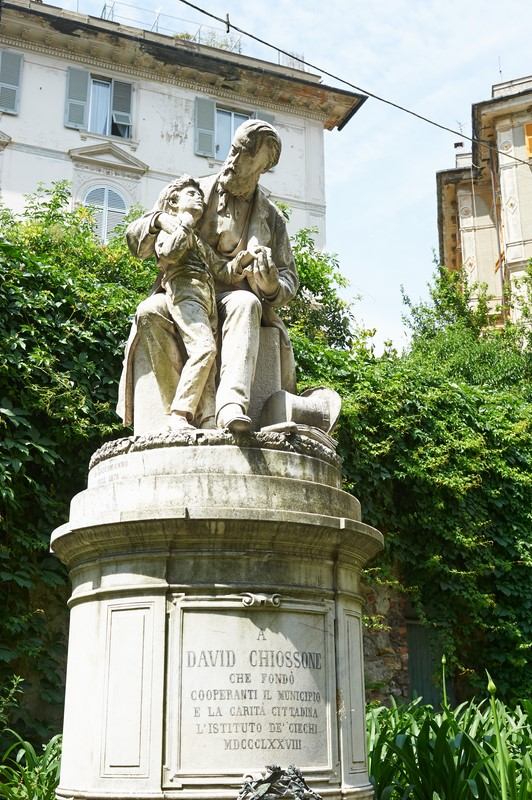
Statua di David Chiossone nel cortile dell'Istituto a Genova

Già dall’adolescenza Chiossone si dedica però anche alla traduzione e riduzione di commedie e alla stesura di testi teatrali originali: nel 1834 La figlia del corso, nel 1837 Il custode di due donne, per poi arrivare al primo grande successo, La suonatrice d’arpa, nel 1848.
Non bisogna dimenticare anche l’attività giornalistica di Chiossone, che dal 1840 fino alla soppressione nel novembre 1845 collaborò al settimanale L’Espero, scrivendo di critica teatrale, narrativa, drammaturgia, ma anche di problematiche sociali, questioni assistenziali, educative e mediche.
Nel biennio 1847-48 collaborò al settimanale torinese Mondo illustrato come corrispondente da Genova, con cronache politiche, articoli di interesse sociale e brevi racconti a puntate.
Nel 1848 scrisse anche per Il Pensiero italiano, giornale politico che si proponeva di promuovere l’unità d’Italia sotto la monarchia sabauda, mentre l’anno successivo collaborò all’Imparziale ligure; l’impegno patriottico di Chiossone traspare sia dalla produzione letteraria, come autore di inni e liriche, che dalla presenza, per tutto il decennio di preparazione (1850-59) nel Comitato genovese di soccorso per l’immigrazione italiana, rivolto all’accoglienza degli esuli dal Lombardo-Veneto, dagli Stati Pontifici e dal Regno delle Due Sicilie, e nel Comitato di soccorso per i feriti di guerra istituito nel 1859.
All’impegno politico, patriottico e poi anche amministrativo, il dottor Chiossone continuò sempre ad affiancare quello di pubblicista, collaborando dal 1863 al 1866 al Giornale degli Operai, con semplici interventi per istruire i lettori delle classi popolari a una corretta igiene. Questi scritti confluiranno poi in un unico volume, Il dottor Omobono, un vero e proprio manuale di igiene per le classi popolari, ma anche una sorta di manuale di comportamento per i medici.

## Chiossone amministratore pubblico
David Chiossone fu eletto tra i membri del Consiglio comunale di Genova nel 1862 e vi sedette fino alla morte; dal 1864 ricoprì l’incarico di assessore municipale alla Polizia urbana e rurale, igiene e sicurezza pubblica, ruolo che gli permise di mettere in atto una serie di interventi volti a migliorare le condizioni igieniche e sanitarie della città, nonché a contenere e combattere le epidemie di colera (1865-69) e vaiolo (1870-71). Tra gli interventi più significativi si possono ricordare l’istituzione delle farmacie notturne, l’attività di propaganda in favore delle vaccinazioni, il miglioramento della situazione sanitaria delle sepolture con la chiusura del cimitero della Foce e di Porta degli Angeli, nonché la sistemazione, illuminazione e copertura dei lavatoi pubblici, tutti interventi in linea con una politica di costruzione di uno Stato unitario, moderno e con servizi efficienti.

## La fondazione dell’istituto per i ciechi

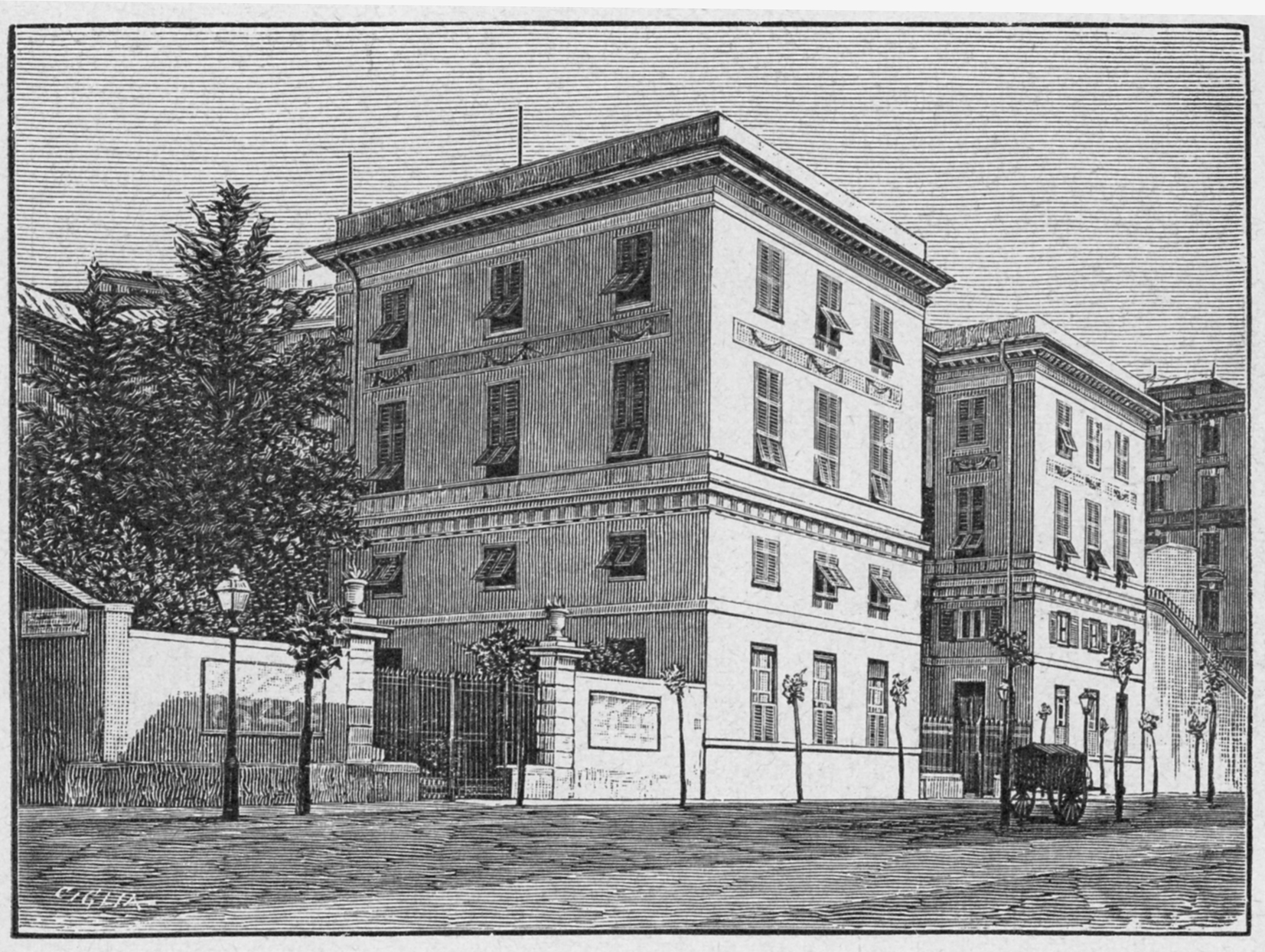
Incisione raffigurante l'Istituto Chiossone nel 1868

L’ultima impresa di David Chiossone fu la fondazione di un istituto per ciechi, che ancora oggi porta il suo nome; il progetto fu sostenuto nel 1865 dal sindaco marchese Luigi Gropallo, che accolse la proposta di Chiossone di dotare anche la città di Genova, come altre in Italia ed Europa, di un istituto di asilo e di scuola per i ciechi. Il Comitato promotore realizzò il progetto solo nel 1868, approvando il 25 marzo la destinazione di alcuni locali degli antichi conventi cittadini alla realizzazione di un ospizio per i ciechi.
Fu l’assessore Chiossone a farsi carico, in quanto segretario del Comitato promotore, di studiare a fondo altre istituzioni simili in Italia, in particolare l’Istituto dei Ciechi di Milano, di seguire la ristrutturazione dell’edificio genovese, di definire regole di sicurezza, decenza e igiene e di stilare, insieme ad altri membri del Comitato, il Regolamento; fu sempre Chiossone a premere perché l’Istituto fosse posto in una zona centrale della città, facilmente accessibile ai visitatori, con spazi ampi per garantire una buona qualità della vita ai ciechi. L’ex-convento di San Bartolomeo degli Armeni, in Corso Principe Amedeo (oggi Corso Armellini), risultava essere quindi la soluzione ideale e così si avviarono le attività di raccolta dei fondi necessari: lotterie, recite di beneficenza, spettacoli teatrali, collette, donazioni, lasciti testamentari permisero, finalmente, la fondazione dell’Istituto il 14 maggio 1868  e la sua inaugurazione il 16 agosto dell’anno successivo.
Il Regolamento prevedeva l’ammissione di ragazzi e ragazze ciechi dai sei ai sedici anni, la cui istruzione comprendeva morale, religione, letteratura, musica e ginnastica; da subito si fecero anche diversi tentativi di apertura di laboratori finalizzati al lavoro manuale, indispensabili per l’inserimento sociale del cieco, non senza fatiche e difficoltà.
Nonostante abbia potuto vedere solo i primi anni di attività dell’Istituto, Chiossone nella Relazione del Comitato promotore stesa nel 1873, a pochi mesi dalla morte, si mostra fiducioso sul futuro e sulle possibilità di sviluppo dell’Istituto: «Noi pensiamo ai giovani: non passeranno venti anni che, mercé l’opera progressiva dell’Istituto, Genova non vedrà più un povero cieco costretto a trar profitto, per un briciolo di pane, dalla triste mostra delle sue sciagure».